# Stadion Moses Mabhida
Moses Mabhida je višenamjenski stadion u Durbanu. Bio je jedan od domaćina Svjetskoga nogometnog prvenstva koje je 2010. održano u Južnoafričkoj Republici. 
Gradnja je započela 2006., a stadion je otvoren u studenom 2009. godine. Ovo je veliko zdanje jer osim stadiona kompleks sadrži i športsku dvoranu, sportski muzej, sportski institut, itd.